# Кукушка (пісня)
Кукушка (укр. Зозуля) — пісня «Кіно» з «Чорного альбому».

## Створення
Пісня була написана Віктором Цоєм в Пліенціємсі неподалік  Юрмали, куди він разом з Юрієм Каспаряном приїхав заради відпочинку та запису демо чергового альбому колективу. Мелодія авторства Цоя. Є однією з останніх пісень написаних незадовго до загибелі музиканта.
Після загибелі виконавця пісня була переписана, і аранжована учасниками «Кіно» та включена в «Чёрный альбом». З часом композиція зазнала кількох переспівів, зокрема у виконанні Земфіри та «Би-2».
2016-го правовласник творів ТОВ «Музыкальное Право» подавало судовий позов до мережі ВКонтакті через порушення АП використання пісні.